# آدرین دیپاندا
آدرین دیپاندا (فرانسوی: Adrien Dipanda‎؛ زادهٔ ۳ مهٔ ۱۹۸۸) بازیکن هندبال اهل فرانسه است.